# Aeroportul Bousso
Aeroportul Bousso (IATA: OUT, ICAO: FTTS) este un aeroport din Ciad ce deservește zona Bousso. A fost numit după zona deservită.
Situat la o altitudine de 336 m, aeroportul dispune de o singură pistă.